# スラバヤ日本人学校
スラバヤ日本人学校（インドネシア語：Sekolah Internasional Yayasan Pemeliharaan Sekolah Jepang Surabaya、英語: Surabaya Japanese School）はインドネシア共和国のスラバヤにある、在インドネシア日本人のための初等、中等（中学校）教育を行う日本人学校。

## 沿革
- 1974年（昭和49年）9月 全日制日本人学校設立を目標とし、東部ジャワ日本クラブを発足
- 1976年（昭和51年）9月 日本語補習校の開始
- 1978年（昭和53年）1月 日本語補習校専任講師を日本より招聘
- 1979年（昭和54年）1月 日本政府による同年4月付けの全日制日本人学校設立認可
- 1979年（昭和54年）3月28日 インドネシア政府による外国人学校認可
- 1979年（昭和54年）9月5日 インドネシア政府よりインターナショナル・スクールとしての正式認可
- 1980年（昭和55年）6月8日 ダルモ校舎へ移転
- 1995年（平成7年）1月17日 クティンタン校舎（現在地）へ移転